# Spreeinsel

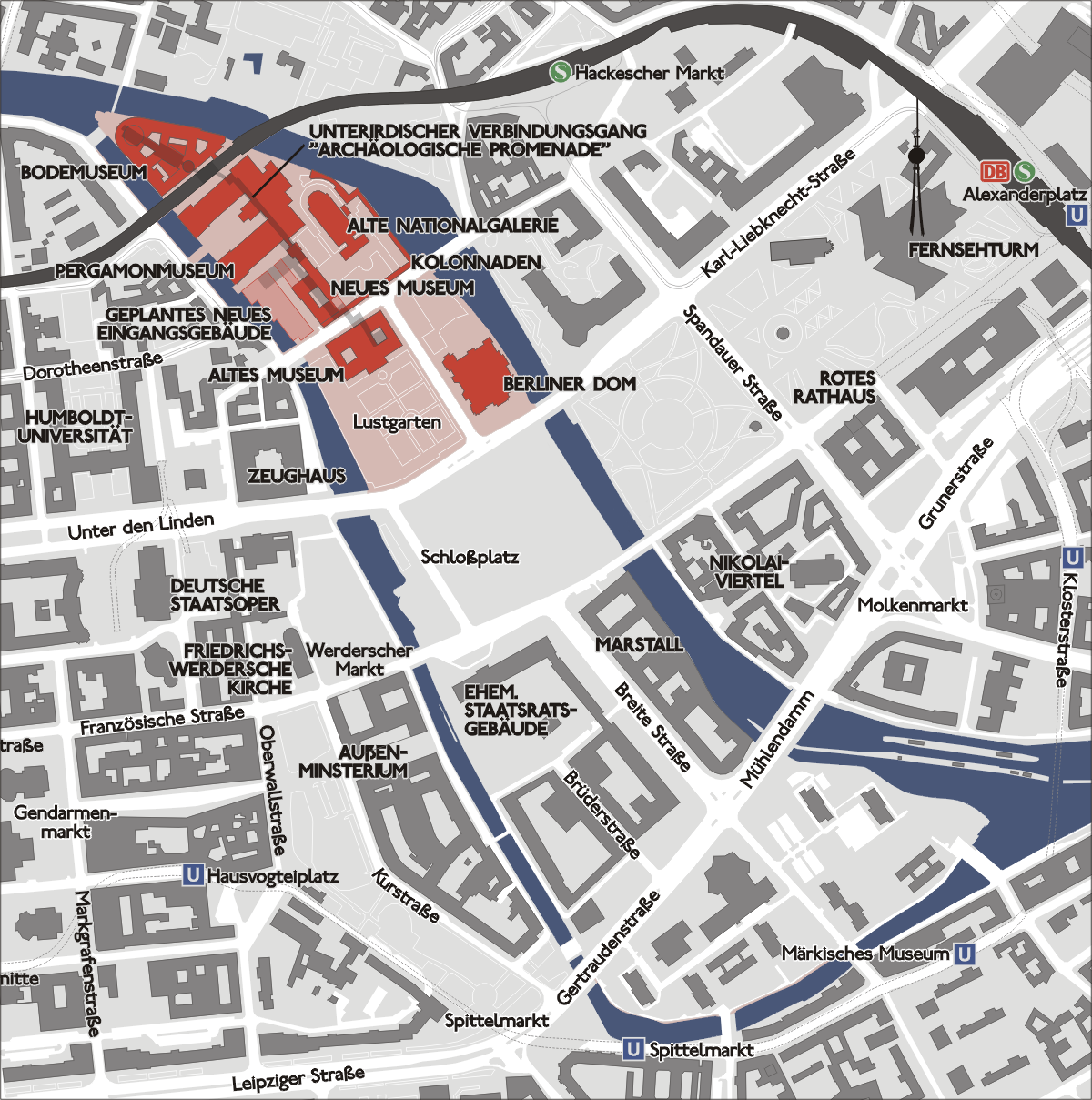
Spreeinsel. Den rödmarkerade delen kallas Museumsinsel.

Spreeinsel är en ö i Berlins centrum, omgiven av floden Sprees huvudfåra på sin nordöstra sida och av Spreekanal i sydost och väst.

## Historia

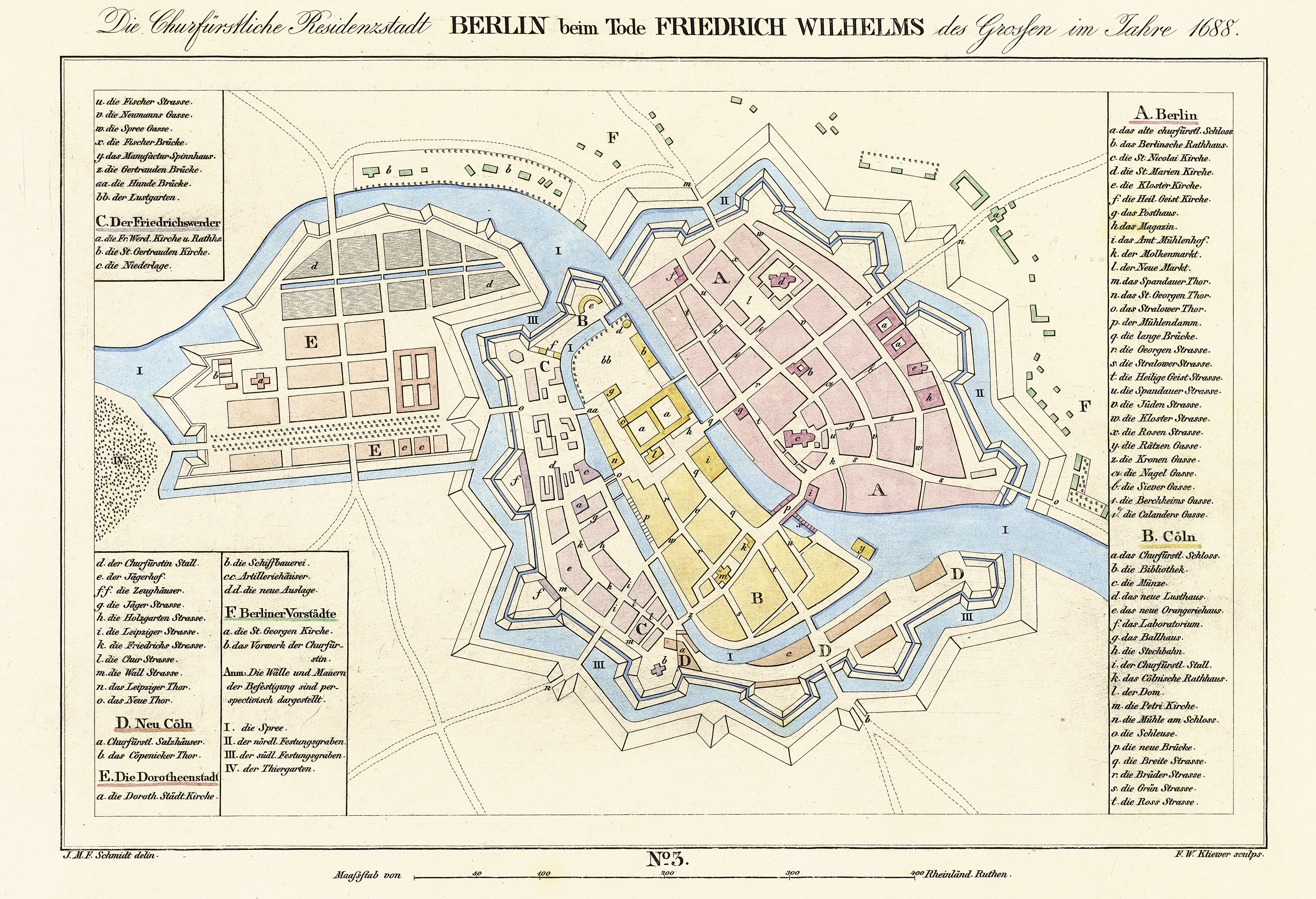
Spreeinsel på karta från 1688

På den södra delen av Spreeinsel grundades under medeltiden staden Cölln, som länge var systerstad till Berlin. Det medeltida Berlin låg österrut, på andra sidan floden Spree, omkring nuvarande Nikolaiviertel och Alexanderplatz. År 1307 bildade Cölln union med Berlin och vid stadsreformen 1709 blev Cölln officiellt en del av staden Berlin. Sedan bildandet av Stor-Berlin, ty. Groß-Berlin, 1920, tillhör Spreeinsel stadsdelsområde Mitte.
På ön låg tidigare Berlins stadsslott, de brandenburgska markgrevarnas, sedermera de preussiska kungarnas och de sista kejsarnas gamla residensslott i Berlin. Detta sprängdes efter andra världskriget av den östtyska staten och ersattes med Palast der Republik. Palast der Republik dömdes ut på grund av asbestfara och revs i sin tur efter Tysklands återförening. På platsen invigdes Humboldt Forum i december 2020.
Här finns även Berlins lutherska domkyrka, Berliner Dom.
Området är rikt på arkeologiska lämningar. På senare tid har man gjort fynd som visar att bebyggelse fanns här redan på 1100-talet.

## Kända kvarter

### Museumsinsel
Den nordvästra delen är känd som Museumsinsel (Museumsön) med flera av Berlins mest kända museer, bland annat Pergamonmuseet, och står på Unescos världsarvslista.

### Fischerinsel
Den sydöstra spetsen kallas Fischerinsel (Fiskarön) och var fram till 1960-talet en del av Berlin som nästan helt bestod av äldre bebyggelse, med det medeltida gatunätet behållet.  Av detta finns dock få spår kvar idag, då stora rivningar genomfördes under DDR:s bostadsbyggprogram. Fischerinsel är idag huvudsakligen bebyggd med höghus från början av 1970-talet.